# 托波里夫齊 (科洛梅亞區)
48°34′20″N 25°28′58″E / 48.57222°N 25.48278°E
托波里夫齊（烏克蘭語：Топорівці），是烏克蘭的村落，位於該國西部伊萬諾-弗蘭科夫斯克州，由科洛梅亚区負責管轄，始建於1412年，面積14.55平方公里，2001年人口2,018，人口密度每平方公里138.7人。